# Liste der Regisseure am Burgtheater
Diese Liste enthält die wichtigsten Regisseure am Burgtheater zu den verschiedenen Direktionszeiten.
- Direktion Röbbeling: Josef Gielen, Ernst Lothar, Otto Preminger, Herbert Waniek
- Direktion Gielen: Axel von Ambesser, Raoul Aslan, Ewald Balser, Ulrich Bettac, Walter Davy, Leon Epp, Walter Felsenstein, Josef Gielen, Joseph Glücksmann, Curd Jürgens, Leopold Lindtberg, Theo Lingen, Ernst Lothar, Gustav Manker, Charles Regnier, Adolf Rott, Oscar Fritz Schuh, Hans Thimig, Berthold Viertel, Eduard Volters, Herbert Waniek, Oskar Wälterlin, Philipp Zeska
- Direktion Rott: Josef Gielen, Adolf Rott
- Direktion Haeusserman: Axel von Ambesser, Fritz Kortner, Gustav Rudolf Sellner, Rudolf Steinboeck, Gustav Manker, Leopold Lindtberg, Ernst Lothar
- Direktion Paul Hoffmann: Boy Gobert, Gerhard Klingenberg, Kurt Meisel, Leopold Lindtberg, Adolf Rott, Otto Schenk, Rudolf Steinboeck
- Direktion Klingenberg: Peter Arens, Erich Auer, Erwin Axer, Jean-Louis Barrault, Achim Benning, Edward Bond, Pinkas Braun, Kazimierz Dejmek, Dieter Dorn, Jaroslav Dudek, Bruno Felix, Walter Felsenstein, Karl Fruchtmann, Wolfgang Glück, Roberto Guicciardini, Peter Hall, Dietrich Haugk, Gerd Heinz, Gerhard F. Hering, Michael Kehlmann, Gerhard Klingenberg, Otomar Krejča, Wolfgang Liebeneiner, Leopold Lindtberg, Peter Lotschak, Conny Hannes Meyer, Mario Missiroli, Claus Peymann, Jean-Pierre Ponnelle, Adolf Rott, Jean-Paul Roussillon, Luca Ronconi, Otto Schenk, Hans Schweikart, Rudolf Steinboeck, Giorgio Strehler, Konrad Swinarski, Otto Tausig, Ernst Wendt, Rudolf Wessely, Herbert Wochinz, Peter Wood, Fritz Zecha
- Direktion Benning: Erwin Axer, Achim Benning, Dieter Berner, Benno Besson, Adolf Dresen, Karl Fruchtmann, Armand Gatti, Dieter Giesing, Terry Hands, Hans Hollmann, Angelika Hurwicz, Gerhard Klingenberg, Thomas Langhoff, Leopold Lindtberg, Juri Ljubimow, Jonathan Miller, Jérôme Savary, Johannes Schaaf, Otto Schenk, Peter Wood, Horst Zankl
- Direktion Peymann: Einar Schleef, Ruth Berghaus, Luc Bondy, Dieter Giesing, Michael Haneke, Matthias Hartmann, Leander Haußmann, Karin Henkel, Uwe Jens Jensen, Manfred Karge, Alfred Kirchner, Konstanze Lauterbach, Cesare Lievi, Paulus Manker, Wilfried Minks, Claus Peymann, Niels-Peter Rudolph, Giorgio Strehler, Philip Tiedemann, Peter Zadek, Tamás Ascher
- Direktion Bachler: Stefan Bachmann, Igor Bauersima, Karin Beier, Theu Boermans, Andrea Breth, Nicolas Brieger, Barbara Frey, Klaus Michael Grüber, Sebastian Hartmann, Niklaus Helbling, Friederike Heller, Grzegorz Jarzyna, Stephan Kimmig, Martin Kušej, Thomas Langhoff, Kurt Palm, Carolin Pienkos, Christiane Pohle, Silviu Purcarete, Rimini Protokoll, Árpád Schilling, Christoph Schlingensief, Nicolas Stemann, Peter Zadek
- Direktion Hartmann: Stefan Bachmann, Anna Bergmann, David Bösch, Jan Bosse, Luc Bondy, Andrea Breth, Kelly Copper und Pavol Liska, Barbara Frey, Dieter Giesing, Dimiter Gotscheff, Matthias Hartmann, Niklaus Helbling, Alvis Hermanis, Stephan Kimmig, Michael Laub, Jan Lauwers, Alexandra Liedtke, David Marton, Bastian Kraft, René Pollesch, Stefan Pucher, Annette Raffalt, Peter Raffalt, Alexander Ratter, Carina Riedl, Michael Schachermaier, Roland Schimmelpfennig, Michael Thalheimer, Thomas Vinterberg, Alexander Wiegold, Sarantos Zervoulakos
- Direktion Bergmann: Robert Borgmann, Jan Bosse, Barbara Frey, Dušan David Pařízek, Felix Prader, Annette Raffalt, Georg Schmiedleitner, Jette Steckel, Christian Stückl
- Direktion Kušej: Suzanne Andrade, Lucia Bihler, David Bösch, Mia Constantine, Barbara Frey, Herbert Fritsch, Rikki Henry, Mechthild Harnischmacher, Verena Holztrattner, Ivo van Hove, Ben Kidd, Mateja Koležnik, Bastian Kraft, Martin Kušej, Tina Lanik, Felix Metzner, Bush Moukarzel, Rachel Müller, Sara Ostertag, Matthias Rippert, Anja Sczilinski, Johan Simons, Nils Strunk, Rieke Süßkow, Lily Sykes, Anita Vulesica